# Kriva Bara, Vrața
Kriva Bara (în bulgară Крива бара) este un sat în comuna Kozlodui, regiunea Vrața,  Bulgaria. 

## Demografie
Componența etnică a satului Kriva Bara
     Bulgari (9,57%)
     Nicio identificare (90,42%)
     Altele (0%)
La recensământul din 2011, populația satului Kriva Bara era de 397 locuitori. Nu există o etnie majoritară, locuitorii fiind  și bulgari (9,57%). Pentru 90,42% din locuitori nu este cunoscută apartenența etnică.